# Lower Lonsdale
Lower Lonsdale ist ein Stadtteil im Süden der Stadt North Vancouver. Er erstreckt sich entlang der Lonsdale Avenue vom Lonsdale Quay bis zur Keith Road. Die Gegend zeichnet sich durch eine progressive Atmosphäre aus, geprägt von trendigen Geschäften und vielfältigen Restaurants. Mit einer Geschichte, die eng mit dem Schiffbau verbunden ist, durchlief Lower Lonsdale im Jahr 2021 eine umfassende Erneuerung der Uferpromenade, insbesondere der The Shipyards. Die alten Werften wurden abgerissen, um Platz für neue öffentliche Räume und Gebäude zu schaffen.

## Geschichte
Bevor das heutige Viertel entstand, war das Stück Land die Heimat der Squamish, die hier dauerhafte Dörfer und Fischerlager entlang der Küste errichteten. Sie lebten vom Fischfang, der Jagd und dem Sammeln. Vor etwas mehr als 200 Jahren hatten die Squamish erstmals Kontakt mit den Spaniern, die als erste Europäer die Region bereisten.
Im Jahr 1792 kam dann auch der englische Kapitän George Vancouver nach North Vancouver, um die Küste zu erkunden. Dennoch dauerte es bis 1860, bevor ein katholischer Missionar den Auftrag erhielt, eine Kirche an der Uferpromenade zu errichten. Diese Kirche ist heute als St. Paul’s Church bekannt.
Kurz darauf sicherten sich T. W. Graham und George Scrimgeour ein Vorkaufsrecht auf 150 Acres (0,61 km²) Land. Dies war das erste auf der Nordseite des Burrard Inlets besessene Land jemals. Sie begannen mit dem Bau eines Sägewerks, das sie „The Pioneer Mills“ nannten. Dies führte zu einem Zustrom neuer Einwohner in das Gebiet, wodurch die Siedlergemeinde „Moodyville“ entstand. Schon damals wurde die heutige Lonsdale Avenue als Transportweg vom Sägewerk zum Ufer genutzt. Allerdings geriet das Sägewerk in finanzielle Schwierigkeiten und stand vor dem Bankrott, bis es von dem Amerikaner Sewell Prescott Moody aufgekauft wurde.
Am Ufer des Burrard Inlets wurden zudem mehrere Schiffe für den ersten und zweiten Weltkrieg gebaut. Die Werft war bekannt als „Wallace Shipyards“, „Burrard Dry dock“, „Versatile Pacific“ und ist heute nur noch historisch unter „The Shipyards“ bekannt.
Der Name Lonsdale geht auf Arthur Pemberton Heywood-Lonsdale zurück, der zusammen mit J.P. Fell im Jahr 1903 das Land für Siedler erschloss.

## Infrastruktur
Lower Lonsdale ist über den öffentlichen Nahverkehr durch das Lonsdale Quay SeaBus-Terminal und den sich dort befindenden Busbahnhof gut verbunden. Der SeaBus verbindet ganz North Vancouver mit Vancouver, insbesondere Downtown Vancouver. Der Busbahnhof bietet Anschluss an ganz North und West Vancouver.

## Attraktionen und Veranstaltungen

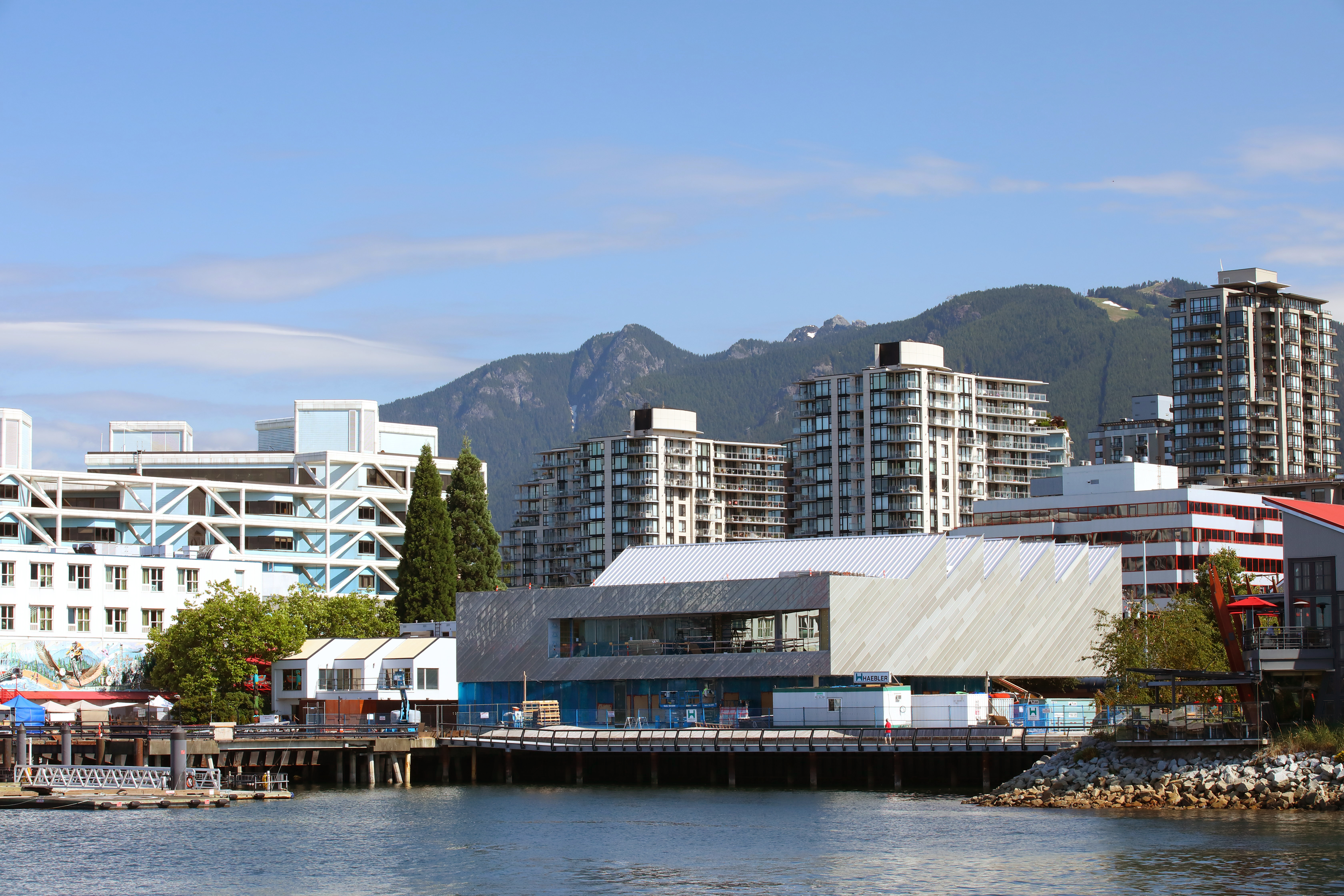
Polygon Art Gallery (2016)

In den 1990er- und 2000er-Jahren startete die Stadt North Vancouver ein Projekt zur Umgestaltung der ehemaligen Industrieflächen der Shipyards. Es wurde neben zahlreichen Hoch- und Familienhäusern eine Aussichtsplattform in Richtung Downtown Vancouver und der Lonsdale Quay Market errichtet.
Am Ufer des Burrard Inlets befindet sich zudem die Polygon Art Gallery.